# Théodore Abu Qurrah
Théodore Abou Qurrah (en arabe ثاوذورس أبي قرة, Thaoudourous Abou Qourra) (v. 750-v. 820), évêque de Harran, est un théologien chrétien melchite de langue arabe et de culture gréco-romaine qui vécut durant la première période de l'islam. Il est connu, dans les publications anciennes, sous le nom d'Aboucara ou Abou Kurra.

## Le contexte religieux
La situation religieuse de la Mésopotamie supérieure, au VIIIe siècle est la conséquence directe des controverses christologiques du Ve siècle d'une part, et d'autre part de l'invasion par l'islam, au VIIe siècle, d'une partie de l'Empire byzantin.
Théodore Abou Qurrah est originaire de Mésopotamie supérieure. La population y était variée : païens, juifs, musulmans, manichéens et chrétiens de toutes les communautés s'y côtoyaient. En effet, les chrétiens étaient divisés en plusieurs groupes doctrinalement opposés : nestoriens, jacobites, et ceux que ces derniers appelaient « melkites » (terme qui signifie « impériaux »), parce qu'ils recevaient les définitions du concile de Chalcédoine (451) convoqué à la demande de l'empereur Marcien ; on leur donnait en outre le nom de chalcédoniens. Théodore était chalcédonien.

## Éléments biographiques
La biographie d'Abou Qurrah comporte, depuis longtemps, une grande part d'incertitude, et pas seulement en ce qui concerne les dates.
Né aux environs de 750, Théodore Abou Qurrah est originaire d'Édesse (dans le sud-est de la Turquie actuelle). On ne sait rien de la jeunesse de Théodore, mais il a probablement commencé ses études à Édesse, ville célèbre par ses écoles. Il était traditionnellement admis qu'il fut moine à Saint-Sabbas, en Palestine, mais cette idée a été récemment contestée avec de sérieux arguments : il a peut-être été simplement confondu avec un autre « Théodore d'Édesse », dit aussi Théodore le Grand Ascète (IXe siècle), moine à Saint-Sabbas puis métropolite d'Édesse, dont on conserve une Vie en grec écrite par son neveu et disciple Basile d'Émèse (et qui figure parmi les auteurs de la Philocalie des Pères neptiques). Quoi qu'il en soit, ce que l'on sait des relations entre la Syrie et la Palestine de l'époque ne rend pas un séjour à Saint-Sabbas impossible. En tout cas, on sait qu'il se rendit à Jérusalem et en divers lieux de Palestine (soit comme moine, soit durant son épiscopat, ou même après celui-ci).
On l'a supposé (en se basant sur le titre - en fait erroné - d'un de ses traités) disciple de Jean Damascène, mais ce dernier étant mort en 749, il ne saurait en être question. Toutefois, on constate chez l'évêque de Harran comme chez l'ancien moine de Saint-Sabbas une même volonté de défendre la foi chrétienne telle qu'elle a été exprimée à Chalcédoine face à la « pluralité » des approches religieuses.
Vers 795, il devint évêque melkite de Harran, comme Édesse une ville importante de Syrie. À une date indéterminée, il convoqua un synode contre les manichéens de Harran. Théodore jouissait alors d'une grande considération pour ses nombreux talents et sa connaissance à la fois du grec, de l'arabe et du syriaque. Cependant, pour une raison qui n'est pas éclaircie, il fut déposé par Théodoret, patriarche melkite d'Antioche.
De sa déposition à sa mort, il continua d'écrire, de prêcher et de défendre la théologie de Chalcédoine.
Il rédigea en arabe (vers 812), à la demande du patriarche Thomas Ier de Jérusalem, un traité sur la vérité de la foi de Chalcédoine à destination des Arméniens, traité traduit en grec par Michel le Syncelle (longtemps moine à Saint-Sabbas). Il se rendit aussi en Arménie, vers 815, à la cour du prince Achot Bagratouni, qu'il tenta vainement de convertir à l'orthodoxie chalcédonienne et devant qui il eut une controverse avec le diacre jacobite Nonnos de Nisibe, cousin du théologien Abou-Raïta.
Il se serait aussi rendu, dans le même but, à Alexandrie.
Un récit conservé en arabe, présente trois théologiens chrétiens représentant chacun un des grands groupes antagonistes (melchite, jacobite et nestoriens) convoqués par un vizir désireux de s'informer sur les croyances des chrétiens, consigne étant donné à chacun de présenter leur foi sans faire la critique de celle des deux autres. Les protagonistes sont le « melchite » Abou Qurrah, le jacobite Abou-Raïta et le nestorien  Abd-Isho, qui pourrait être soit Isho Bar Noun ce qui place ce dialogue entre 823 et 828, soit Habib ibn Bahriz.
Théodore eut aussi une controverse avec le calife Al-Mamoun, et en sa présence avec un docteur musulman, probablement en 829.
Il mourut vers 830.

## Son nom
Abou Qurrah  porte en son nom la complexité de la période à laquelle il vécut :
- son prénom, Théodôros (Θεόδωρος), est d'origine grecque : de theós (θεός), « dieu », et dōron (δώρον), signifiant « don » ; on peut alors comprendre la signification de ce prénom par « don de Dieu » ;
- son nom, « Abou-Qurra » (أبي قرة), est arabe : il est composé de deux mots : abou, « père » et, dans le sens figuré, « cause », et qourrat, « joie » et « bonheur ». Ces noms sont employés comme adjectifs pour exprimer une qualité ; c'est pourquoi des évêques les portent, comme Aboul-Farage, Abou-Raïta, etc. Abou-Qurrah signifie donc « cause de joie ».

De nombreux auteurs du XVIIe au XIXe siècle ont fautivement interprété son nom comme signifiant « père de Carie » (donc, « évêque de Carie »), et l'ont ainsi confondu avec un autre Théodore, évêque de Carie, qui — contemporain de Photius — lui est nettement postérieur. La ressemblance de l'orthographe ancienne de ces mots : Carie, Charres et Aboucara, selon l'orthographe grecque, ne doit pas faire confondre ces deux Théodore.

## Premier penseur chrétien arabe sur l'islam

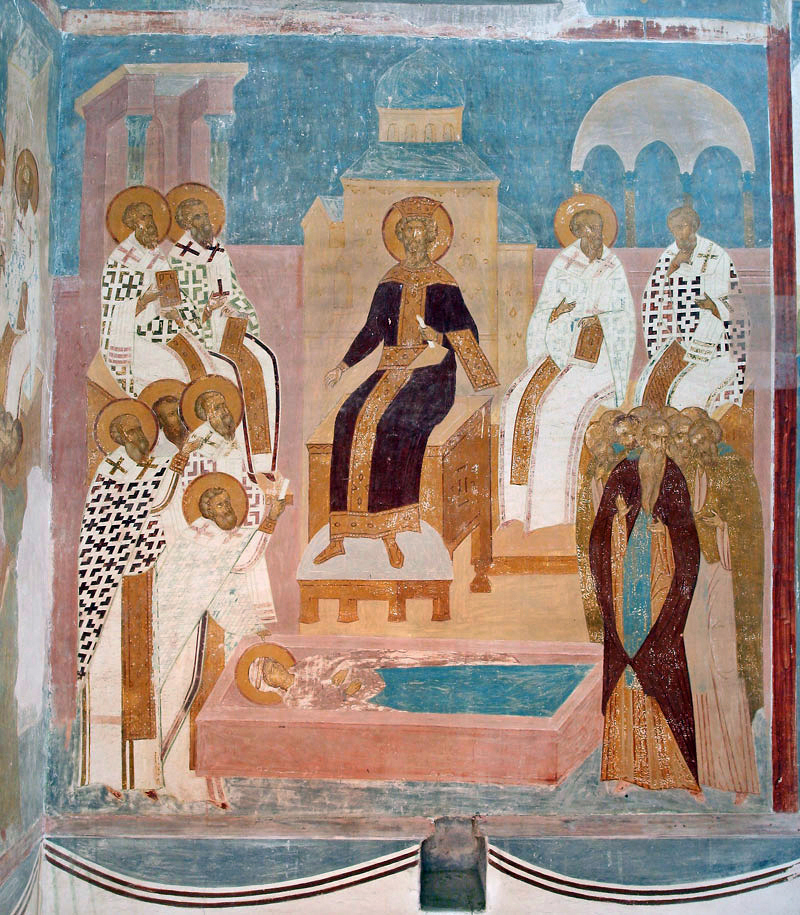
Fresque du monastère de Ferapontov - Concile de Chalcédoine.

- Un continuateur arabe de saint Jean Damascène ; Théodore Abuqurra, évêque melkite de Harran ː

Évêque melkite de Harran (l'antique Carrhes, auj. en Turquie), premier théologien de langue arabe, Théodore est l'une des grandes figures des Pères de l'Église qui ont façonné le christianisme oriental, à travers ses écrits en langues arabe, grecque et syriaque dans différents domaines ː dogmatique, philosophique et interreligieux.
Un des points fondamentaux qui traverse son œuvre et qui intéresse le lecteur contemporain, c'est la rencontre-controverse avec les penseurs musulmans à l'époque des califes abbassides(L'âge d'or du califat, en 786, Hâroun ar-Rachîd). Abu Qurra est donc le premier auteur arabe chrétien à polémiquer en arabe avec l'islam et à mettre en place une théologie islamo-chrétienne qui influencera tant la théologie chrétienne que la théologie musulmane,.
La pensée interreligieuse de Théodore permet de mieux comprendre d'une part, la rencontre avec l'islam aux VIIIe – IXe siècles ; d'autre part, la rencontre avec le judaïsme arabe. Elle montre ainsi l'impact de cette pensée sur la théologie chrétienne dans un contexte musulman et arabe et l'appropriation réciproque de certains concepts philosophiques aristotéliciens dans la polémique islamo-chrétienne au IXe siècle et ultérieurement (Liste de concepts de la philosophie aristotélicienne).

## Œuvres
Il est considéré, pour le monde syriaque, comme le dernier écrivain chrétien de langue grecque, mais aussi comme un des premiers de langue arabe.
Lorsqu'il est nommé dans le titre de ses traités, c'est généralement en tant que « Théodore, évêque de Harran », ou « Théodore Abou Qurrah » (ou des variantes de ces dénominations). Pas un seul manuscrit connu ne propose « Théodore, moine de Mar Saba » (ou une formule analogue), ce qui laisse penser que s'il fut moine à Mar Saba, ce fut cependant en tant qu'évêque de Harran qu'il publia ses écrits. Par ailleurs, Michel le Syrien le désigne comme « un chalcédonien d'Édesse », ce qui laisse penser que si Théodore eut des liens avec Mar Saba, ce fut tardivement.

Ses écrits sont généralement doctrinaux et apologétiques. Il excelle à employer la forme dialoguée, mettant « face à face » le chrétien et son interlocuteur.

Contre le judaïsme, il défend l'excellence du christianisme en s'appuyant sur l'Ancien Testament ; face à l'islam, il en fait tout autant, ajoutant encore des références au Coran ou aux hadiths ; contre les iconoclastes, il promeut la vénération des icônes, contre les nestoriens et les monophysites, il soutient la théologie Chalcédonienne.

### Les écrits en grec
La Patrologie grecque de Migne (tome XCVII, col. 1461-1609) présente sous le nom de Θεοδωρος Αβουκαρα quarante-trois traités avec traduction latine. 

Quoique tous ces traités soient placés sous le nom d'Abou Qurrah, tous ne peuvent lui être directement ou même indirectement attribués. Aussi dans le tableau ci-dessous est indiqué pour chaque traité sa relation à Abou Qurrah.
Liste des Traités grecs dans l'ordre de l'édition de Migne

| N°  | Authenticité     | Type     | Interlocuteur ou doctrine concernée | Titre ou thème |
| --- | ---------------- | -------- | ----------------------------------- | --- |
| 1.  | TAQ (F18)        | Dialogue | Incroyants                          | Sur les cinq ennemis (la mort, le démon, la malédiction de la Loi, le péché et l'enfer) dont Jésus Christ nous a délivrés. |
| 2.  | TAQ (MS)         | Traité   | Jacobites                           | Explication de certains termes philosophiques employés à contre-sens par les « sévériens » qui sont des jacobites.         |
| 3.  | TAQ (F18)        | Traité   | Incroyants                          | Démonstration de l'existence de Dieu en tant que Trinité par des arguments tirés de la raison.                             |
| 4.  | TAQ (MS)         | Traité   | Monophysites                        | Épître aux Arméniens : Explication de la doctrine de l'Église sur l'Incarnation et apologie du Concile de Chalcédoine.     |
| 5.  | TAQ (F18)        | Dialogue | Non précisé                         | Différence entre le corps et l'humanité de Jésus-Christ.                                                                   |
| 6.  | TAQ (F18)        | Traité   | Non précisé                         | Comment le péché est passé d'Adam à la race humaine.                                                                       |
| 7.  | TAQ (F18)        | Dialogue | Non précisé                         | La lutte de Jésus Christ contre le démon.                                                                                  |
| 8.  | TAQ (F18)        | Dialogue | Musulman                            | Sur la divinité du Christ.                                                                                                 |
| 9.  | TAQ (F18)        | Dialogue | Musulman                            | Sur "Le Christ a-t-il été crucifié de son gré, ou malgré lui ?"                                                            |
| 10. | TAQ (F18)        | Dialogue | Juif                                | Sur l'interprétation des Écritures.                                                                                        |
| 11. | TAQ (F18)        | Dialogue | Nestoriens                          | Sur "Tout pouvoir m'a été remis".                                                                                          |
| 12. | TAQ (F18)        | Dialogue | Nestoriens                          | Sur "Qui est mort pour nous ?"                                                                                             |
| 13. | TAQ (F18)        | Dialogue | Nestoriens                          | Sur l'union de l'homme et du Verbe en Christ.                                                                              |
| 14. | TAQ (F18)        | Dialogue | Nestoriens                          | Sur l'appellation Théotokos donnée à Marie.                                                                                |
| 15. | TAQ (F18)        | Dialogue | Nestoriens                          | Sur "qui est oint dans le Christ ?"                                                                                        |
| 16. | TAQ (F18) (F10)  | Dialogue | Incroyant (Islam)                   | Sur l'incarnation du Christ.                                                                                               |
| 17. | TAQ (F18)        | Dialogue | Incroyant (Islam)                   | Sur le salut des justes morts avant l'Incarnation du Christ.                                                               |
| 18. | DJ 2             | Dialogue | Musulman                            | Sur les caractéristiques d'un véritable prophète.                                                                          |
| 19. | DJ 3             | Dialogue | Musulman                            | Muhammad n'était pas envoyé par Dieu.                                                                                      |
| 20. | DJ 9             | Pamphlet | Islam                               | Sur l'origine des révélations de Muhammad.                                                                                 |
| 21. | DJ 4             | Dialogue | Musulman                            | Démonstration du christianisme par ce qu'il a de moins attirant.                                                           |
| 22. | DJ 5             | Dialogue | Musulman                            | Sur le pain consacré qui est appelé « Corps du Christ » par les chrétiens.                                                 |
| 23. | DJ 6             | Dialogue | Musulman                            | Sur la divinité de Jésus-Christ.                                                                                           |
| 24. | DJ 7             | Dialogue | Musulman                            | Sur la polygamie et la monogamie.                                                                                          |
| 25. | DJ 10            | Dialogue | Musulman                            | Sur "Dieu a un Fils consubstantiel, de même origine et de même éternité".                                                  |
| 26. | TAQ (F10)        | Dialogue | Hérétique                           | Sur la génération éternelle du Fils par le Père.                                                                           |
| 27. | TAQ (F10)        | Traité   | Non précisé                         | Sur le nom de Dieu |
| 28. | TAQ (F10)        | Dialogue | Hérétique                           | Sur Dieu et la nature divine.                                                                                              |
| 29. | TAQ (F10)        | Dialogue | Nestoriens                          | Sur la double nature du Christ.                                                                                            |
| 30. | TAQ (F10)        | Dialogue | Jacobites                           | Sur la double nature du Christ.                                                                                            |
| 31. | TAQ (F18) (F10)  | Dialogue | Origéniste                          | Sur la justice et le châtiment                                                                                             |
| 32. | DJ 8             | Dialogue | Musulman                            | Sur "Le Christ, ayant deux nature, a souffert dans sa nature humaine".                                                     |
| 33. | TAQ (F18)        | Dialogue | Nestoriens                          | Sur la double nature du Christ.                                                                                            |
| 34. | TAQ (F10)        | Dialogue | Non précisé                         | Sur la nature du temps. |
| 35. | AA 1 (Dial 1-5)  | Dialogue | Islam                               | Sur "L'homme est-il responsable de ses actes ?"                                                                            |
| 36. | AA 2 (Dial 6)    | Dialogue | Islam                               | Sur "Les paroles de Dieu sont-elles créées ou incréées ?"                                                                  |
| 37. | AA 4 (Dial 9-10) | Dialogue | Islam                               | Sur la mort de Marie. |
| 38. | AA 5 (Dial 11)   | Dialogue | Islam                               | Sur "Qui, de Jean Baptiste ou de Jésus, est le plus grand ?"                                                               |
| 39. | AI               | Dialogue | Hérétique                           | Sur les prescriptions de la Loi et sur la grâce.                                                                           |
| 40. | AI               | Traité   | Non précisé                         | Par le même Théodore, évêque de Haran "Sur Adam". Par Photius.                                                             |
| 41. | AI               | Traité   | Non précisé                         | Sur la mort. |
| 42. | TAQ (F18) (F10)  | Traité   | Non précisé                         | Sur les noms donnés à Dieu et la distinction des Personnes dans la Trinité                                                 |
| 43. | TAQ (Ms)         | Traité   | Non précisé                         | Sur l'Incarnation et les modalités de l'union dans la personne du Christ                                                   |
|     | TAQ (F10)        | Traité   | Non précisé                         | De diffentia propriissima en PG 94. 594, note 23                                                                           |

Éditions et traductions des écrits grecs
- Grec : La plupart de ces opuscules ont probablement un original arabe, comme la Lettre aux Arméniens. 
 Les plus anciens manuscrits connus remontent au Xe siècle, et comportent des textes déjà organisés en collections.
 La première édition imprimée des textes grec est due à Gretser, en 1606 pour 39 des 42 opuscules qu'il publia sous le nom d'Abucara.
 Le texte grec du "traité 25" fut publié pour la première fois par Cotelier en 1672, en note au 5e livre des Constitutions apostoliques, et celui du "traité no 18" par Lequien parmi les œuvres de Saint Jean Damascène en 1712. Ces deux textes grecs furent incorporés dans l'édition de Migne qui leur adjoignit un 43e opuscule – gréco-latin – publié en 1685 dans St Athanasii syntagma doctrinae par Arnold. Il fallut attendre 1995 pour que le texte grec du traité 32 soit édité par Glei et Khoury dans leur édition critique de 17 de ces dialogues ayant trait à l'islam[28].
 Outre ces 43 opuscules, d'autres traités en grec placés sous son nom, de valeur indéterminée, sont à ce jour référencés dans divers manuscrits et attendent d'être édités.
- Géorgien : Arsène d'Ikaltho (1050-1125) donna la traduction en géorgien d'une trentaine d'opuscules[29] attribués à Abu Qurrah.
- Latin : Dans la Bibliotheca patrum veterum (1575-1579), Génébrard[30] publia une quinzaine d'opuscules en traduction latine. Turrianus, à sa mort en 1584, laissa une traduction de plusieurs autres. Ce sont ces traductions, plus celles qu'il réalisa pour les opuscules grecs qu'il trouva, que Gretser publia en 1606, en tout 42 opuscules sous le nom d'Abucara[31]. La traduction latine du "43e opuscule" que l'on trouve chez Migne provient – comme signalé ci-dessus – du St Athanasii syntagma doctrinae par Arnold en 1685.
- Slavon : Le 23 mars 1611, un traducteur anonyme, basé à Ostrog, en Ukraine, met la dernière main à une traduction des 42 opuscules alors attribués à Abucara, qu'il nomme Федор Абукара – Fiodor Aboukara – en se basant sur l'édition de Grester. Cette traduction, prévue pour être éditée n'a probablement jamais été imprimée, mais il en existe au moins deux manuscrits[32]
- Français : en 1691, l'abbé Fleury publiait, dans son Histoire ecclésiastique quelques extraits de celui que l'on appelait alors Théodore Aboucara[33]. Il faut ensuite attendre 1972, puis 1982 pour que le P. Khoury, dans ses ouvrages sur la "polémique" et "l'apologétique" byzantine contre l'islam, donne la traduction, partielle ou intégrale de plusieurs des opuscules ayant trait à l'islam. En  2011, Ch. Boudignon donne, dans le cadre d'une étude, une traduction du traité 25[34]. On trouve encore une traduction du traité 22 en annexe d'une étude sur le Dialogue de Samon de Gaza[35]
- Russe : En 1879, G. Sabloukov donne la traduction en russe de 15 opuscules en rapport avec l'islam. Une nouvelle traduction de ces traités (plus le no 16) a été publiée en 2012 par Y. Maximov dans Византийские cочинения об исламе. Par ailleurs, le traité no 2 a été traduit par Benevits en 2011 dans Полемические сочинения.
- Allemand : Dans leur édition des Écrits sur l'islam de Jean Damascène et Théodore Abu Qurrah, Glei et Khoury donnent la traduction de 17 opuscules en relation à l'islam.
- Anglais : Dans son Abu Qurra translated, en 2005, Lamoreaux donne une traduction anglaise de 29 des traités publiés par Migne qu'il considère comme authentiques, en se basant sur un texte grec entièrement revu.

### Les écrits arabes
Si les œuvres « grecques » d'Abou Qurrah sont accessibles dès le début du XVIIe siècle, il faut attendre 1897, avec la publication arabo-latine du traité sur la Défense des icônes pour que l'on prenne conscience de l'existence d'un « Abou Qurrah arabe ». La publication en 1904, par Constantin Bacha, de plusieurs autres traités, dont un qu'il traduisit en français, inaugura une nouvelle période d'études et de publications. 

|                                                              | Arabe                         | Allemand         | Anglais                                   | Français                        | Autres     |
| ------------------------------------------------------------ | ----------------------------- | ---------------- | ----------------------------------------- | ------------------------------- | ---------- |
| De la vénération des icônes                                  | Arendzen (1897) ; Dick (1986) | Graf (1910) : 11 | Griffith (1997)                           | Bigham (2010)                   | Multiples. |
| Sur le libre-arbitre.                                        | Bacha (1904) : 1 (p 9)        | Graf (1910) : 9  | Lamoreaux (2005) : p. 195                 |                                 | Italien    |
| De la Trinité et de l'unicité.                               | Bacha (1904) : 2 (p 23)       | Graf (1910) : 3  | Lamoreaux (2005) : p. 175                 |                                 |            |
| Sur la mort du Christ.                                       | Bacha (1904) : 3 (p 48)       | Graf (1910) : 8  | Lamoreaux (2005) : p. 109                 |                                 |            |
| Sur la vérité de l'Évangile                                  | Bacha (1904) : 4 (p 71)       | Graf (1910) : 2  | Lamoreaux (2005) : p. 49                  | Boudignon (2022)                |            |
| Des voies de la connaissance de Dieu                         | Bacha (1904) : 5 (p 75)       | Graf (1910) : 4  | Lamoreaux (2005) : p. 157                 |                                 |            |
| De la nécessité de la rédemption                             | Bacha (1904) : 6 (p 83)       | Graf (1910) : 5  | Lamoreaux (2005) : p. 129                 |                                 |            |
| De la filiation éternelle                                    | Bacha (1904) : 7 (p 91)       | Graf (1910) : 7  | Lamoreaux (2005) : p. 140                 |                                 |            |
| La lettre au Jacobite David                                  | Bacha (1904) : 8 (p 104)      | Graf (1910) : 10 |                                           |                                 |            |
| De la loi et de l'Évangile et de l'orthodoxie chalcédonienne | Bacha (1904) : 9 (p 140)      | Graf (1910) : 1  | Lamoreaux (2005) : p. 27 et p. 161        | Bacha (1905) ; Boudignon (2023) |            |
| De l'Incarnation de Dieu dans la chair                       | Bacha (1904) : 10 (p 181)     | Graf (1910) : 6  | Lamoreaux (2005) : p. 135                 |                                 |            |
| De l'existence du créateur                                   | Cheiko (1912)                 | Graf (1913)      | Lamoreaux (2005) : p. 1, p. 165 et p. 41. |                                 |            |
| Confession de foi                                            | Dick (1959)                   |                  | Lamoreaux (2005) : p. 151                 | Dick (1959)                     |            |
| Sur les caractères de la vraie religion                      | Dick (1959)                   |                  | Lamoreaux (2005) : p. 55                  | Dick (1959)                     |            |
| Question sur le libre arbitre                                | Griffith (1979)               |                  | Lamoreaux (2005) : p. 207                 |                                 |            |
| Contre les Arméniens                                         | Lamoreaux (1992)              |                  | Lamoreaux (2005) : p. 97                  |                                 |            |
| Dialogue avec Al-Mamoun                                      | Dick (2007)                   |                  | Bertaina (2007) ; Nasry (2008)            |                                 |            |
| Présentation de la foi en présence d'Abou Raïta et Abd-Isho  | Graf (1951) ; Keating (2006)  | Graf (1951)      | Keating (2006)                            |                                 |            |

Outre les traités ci-dessus, il en existe d'autres dont la publication est en cours de préparation :  
- Contre ceux de l'extérieur.
- Contre ceux qui disent que les chrétiens ont un Dieu faible.
- Contre ceux qui affirment que la Parole de Dieu est créée.
- Réfutation par l'Ancien Testament de ceux qui dénigrent la Parole de Dieu.
- Sermon pour le premier mercredi du Carême[65]
- Le Livre du maître et du disciple et les Questions au prêtre Moïse, attribués à Thaddée d'Édesse[66]
- Admonition sur le jeûne par Thaddée d'Édesse[67].
- Quatre homélies sur l'Évangile de Jean attribuées à Théodore d'Édesse[68].
- Un extrait d'œuvre attribué à Théodore de Gaza[69].

### Écrits en syriaque
Dans son traité en arabe Sur la mort du Christ, il écrit : « nous avons déjà composé en syriaque trente maymar pour défendre la doctrine du concile de Chalcédoine et la Lettre de saint Léon ».
Ce terme "maymar" a posé problème aux traducteurs qui ont hésité à y voir soit un "traité", soit un "chapitre" ; de sorte que ce serait non pas "trente traités", mais "un traité en trente sections" qu'Abu Qurrah aurait composé en syriaque. Samir, dans un article faisant le point sur cette question , plaide avec force pour cette seconde lecture.
En tout état de cause, ces "trente maymar" ne nous sont actuellement pas connus.

### Le traducteur
Théologien doublé d'un philosophe (logicien accompli, défendre la foi par des arguments de raison est même une caractéristique majeure de son argumentation), il a en outre traduit en arabe le traité De virtutibus animae ainsi que — peut-être — les Premiers Analytiques d'Aristote.

### Textes d'Abou Qurrah
Traduction française
- Un traité sur la vénération des saintes images
- Démonstration de la foi de l'Église (texte français de l'édition de 1905)
- Extrait des œuvres grecques d'Aboucara par l'abbé Fleury
- Extrait du Traité sur l'existence d'un créateur et sur la vraie religion dans « Abu Qurra et la pluralité des religions »
- Traité grec 25 "Sur l'éternité du Fils" dans "Logique aristotélicienne et kalām alā-l-nasārā : la réponse à Abū Qurra dans le Mugnī de Abd al-Ğabbār" par Ch. Boudignon
- Le traité 4 (éd. Basha) "Des conversions religieuses" de Théodore Abû Qurra par Ch. Boudignon, 2022.
- Le traité Aux juifs, Sur les miracles de Théodore ʾAbū Qurra par Ch. Boudignon, 2023, (Ne contient que la "première partie" du traité, selon le découpage de Lamoreaux.)
- Le site Théodore Abu Qurrah présentant quelques traductions de textes de l'évêque de Harran

En arabe et en grec
- Les œuvres grecques d'Aboucara de la Patrologie grecque de Migne, rassemblées par Albocicade
- Les œuvres arabes de Théodore Abu Qurrah : dix traités éditées par Constantin Bacha, 1904 (1. Traité sur le libre-arbitre. 2. Traité de la Trinité et de l'unicité. 3. Traité de la mort du Christ. 4. Traité de la vérité de l'Évangile. 5. Traité des voies de la connaissance de Dieu. 6. Traité de la nécessité de la rédemption. 7. Traité de la filiation éternelle. 8. La lettre au Jacobite David. 9. Traité de la loi et de l'Évangile et de l'orthodoxie chalcédonienne. 10. Traité de l'incarnation de Dieu dans la chair)
- Un traité des œuvres arabes de Théodore Abou-Kurra, introduction, texte arabe et traduction française par C. Bacha, 1905[73] Le même traité(texte arabe uniquement) repris en pdf texte.
- Sur l'Existence de Dieu et de la Vraie Religion : Louis Cheikho, Traité inédit de Théodore Abou-Qurra (Abucara), évêque melchite de Harran (ca. 740-820), Beyrouth 1912 en arabe
- Theodori Abu Kurra De cultu imaginum libellus e codice arabico Texte arabe, traduction latine du Traité sur les icônes, par I. Arendzen, Bonn, 1897.
- "ميمر في إكرام الإيقونات لثاوذورس أبي قرة" Maymar fī ikrām al-īqūnāt Texte arabe du Traite de la vénération des icônes, édition Dick, Patrimoine Arabe Chrétien vol. 10, 1986
- Quadraginto duo opuscula Theodori Abucarae, Episcopi Cariae, contra varios Infideles, Seuerianos, Nestorianos, Iudaeos & Saracenos la première édition gréco-latine des œuvres d'Aboukara, par Jacques Gretser, 1606
- Controverse d'Abu Qurrah avec des théologiens musulmans en présence du calife Al Mamoun Texte arabe édité par Ignace Dick (Alep, 2007)

Autres langues
- (ru) В ЗАЩИТУ ИКОНОПОЧИТАНИЯ Часть 1, Часть 2, Часть 3 (Traité sur la vénération des icônes, trad russe)
- (ro) DESPRE CINSTIREA SFINTELOR ICOANE (Traité sur la vénération des icônes, trad roumaine, avec introduction et index biblique)
- (ru) Диалоги с мусульманами (Dialogue avec un musulman, trad. russe)
- (ru) G. Sablukov, traduction russe de 15 traités grecs d'Abu Qurrah sur l'islam, 1879
- (de) G. Graf, Die arabischen Schriften des Theodor Abu Qurra, Bischofs von Harran (Les œuvres arabes d'Abu Qurrah, présentation et traduction allemande 1910)
- (de) Des Theodor Abu Kurra Traktat uber den Schopfer und die wahre Religion par G. Graf, Munster, 1913.
- (ka) Traités et dialogues, selon la traduction géorgienne
- (en) Debate of Theodore Abu Qurra at the court of al-Ma'mun (Arabic text and English translation) par David Bertaina, 2007
- (en) Treatises "Theologus autodidactus" and "Against the jews" par J. Lamoreaux
- (fi) Theodoros Abu Qurra : Ikonien kunnioittamisesta (Traité sur la vénération des icônes, trad finnoise, 2008, premières pages)

### Études sur Abou Qurrah
- Ignace Dick, « Un continuateur arabe de saint Jean Damascène : Théodore Abuqurra, évêque melkite de Harran. La personne et son milieu », dans Proche-Orient chrétien, vol. 12 (1962), p. 209-223 et 319-332, ainsi que vol. 13 (1963), p. 114-129.
- Ignace Dick, La discussion d'Abu Qurra avec les ulémas musulmans devant le calife al-ma'mun pdf téléchargeable
- Jean Rivière, Un précurseur de St Anselme : La théologie rédemptrice de Théodore Abu Qurrah dans Bulletin de Littérature Ecclésiastique (Toulouse), no 8, octobre 1914
- Présentation de l'édition des Ecrits arabes d'Abu Qurrah par M. Jugie, Echos d'Orient, 1914
- Samir Khalil Samir, « Abù Qurrah et les Maronites », dans Proche-Orient chrétien, vol. 41 (1991), p. 25-33.
- Le monothélisme des Maronites, d'après les auteurs melchites par E. AJAM, dans Échos d'Orient, tome 9, n°57, 1906. pp. 91–95
- Le synode contre les manichéens réuni par Théodore Abu Qurrah , présentation parue dans Revue de l'histoire des religions, 1962
- Une lettre de Constantin Bacha sur la Chronique de Michel le Syrien, et l'identification possible entre le "Théodoricus Pygla" de ladite chronique et Théodore Abu Kurra par F. Nau publié dans la Revue de l'Orient chrétien Vol 11, 1906
- Dom Jacques Martin : Éclaircissements littéraires sur un projet de Bibliothèque alphabétique, 1736 à partir de la page 19.
- (en) Reveiw of Arendzen's edition of Theodore Abu Qurra's Treatise on image worship, 1898
- (ru) Феодор Абу Курра и Его Место в Истории Ранней Православной Полемики с Исламом avec une importante bibliographie.
- (en) Free will in christian kalam : the doctrine of Theodore Abu Qurrah par S. H. Griffith. in Parole de l'Orient vol. 14 (1987)
- (en) Reflections on the biography of Theodore Abu Qurrah par Sidney Griffith, in Parole de l'Orient, vol. 18 (1993)
- (en) Abu Qurrah, Al-Ma'mun and Yahya Ibn Aktam par Wafik Nasry in Parole de l'Orient  vol. 32 (2007)
- (en) The Qur'an in arab christian texts: the development of an apologetical argument : Abu Qurrah in the maglis of al-ma'mun  par Sidney Griffith, in Parole de l'Orient no 24 (1999)
- (en) Melkites, Mutakallimūn and al-Ma’mūn: Depicting the Religious Other in Medieval Arabic Dialogues par David Bertaina, sur le Dialogue en présence d'Al-Mamun
- Theodore Abu Qurrah's debate at the Court of theCaliph al-M’mūn: Reconsidered par A. Abouseada
- (en) The Role of the Intellect in Theodore Abu Qurrah's On the True Religion par Orsolya Varsanyi in Parole de l'Orient vol. 34 (2009)
- (en) Abū Qurrah’s Theology of the Christian Practice of Venerating the Holy Icons par le P. Armando Elkhoury
- (la) Commentatio theologica ad Theodori Abucarae opusculum de baptismo fidelium ante Christi adventum defunctorum per aquam, quae ex ejus latere profluxi par, Thomas Ittig, 1743
- (en) Religious dialogue in the eighth century : example from Theodore Abu Qurra treatise par Bassam A. NASSIF in Parole de l'Orient  vol. 30 (2005)
- (en) Theodore Abu Qurra as Apologist, par A. Guillaume, in The Muslim World, vol 15 (1925), à propos du dialogue devant Al Mamun
- (it) L'islam e i musulmani nella difesa delle icone di Teodoro Abu Qurrah par Paola Pizzo, in Parole de l'Orient, 1997
- (en) Catachrestic Plural Forms: Gregory of Nyssa and Theodore Abū Qurrah on naming and counting essences by Christophe Erismann, 2014
- (en) Melkites and Icon Worship during the Iconoclastic Period par J. Signes Codoñer, Dumbarton Oaks Papers N° 67, 2013
- (pl) Dialog Teodora Abu Kurra ze światem islamu – zarys problematyki par Łukasz Karczewski
- (en) J. Lamoreaux, « The biography of Theodore Abu Qurrah revisited », dans Dumbarton Oaks Papers, no 56.
- (en) J. Lamoreaux, Theodore Abu Qurrah and John the Deacon dans Greek, Roman, and Byzantine Studies 42 (2001)
- (de) La notice sur Théodore Abu Qurrah dans le tome II de la Geschichte der christlichen arabischen Literatur, 1947 de Georg GRAF
- (de) Theodor ’Abu Qūrra als Nachfolger des Johannes von Damaskus par Smilen Markov, 2012
- (en) Theodore Abū Qurra and the Instability of “Heresy” par Joshua Mugler, 2015
- (es) Una muestra de kalam cristiano: Abu Qurra en la seccion novena del kitab muyadalat ma' al·mutakallimin al-muslimin fi maylis al·jalifa Al-Ma'mun par Juan Pedro Monferrer Sala, 2003
- (en) Muslims and church councils : the apology of Theodore Abu Qurrah de Sidney H. Griffith, in Studia Patristica, 1993
- (en) « If his crucifixion was figurative as you claim, then so be it » How two christians Mutakallims from the Abbasid Era used An-Nisa 4,157-158 in dialogue with muslims par AWAD, Najeeb in Journal of Eastern Christian studies 68 (1-2), p 53-8, 2016
- (en) New Works by Theodore Abū Qurra, Preserved under the Name of Thaddeus of Edessa par Treiger, Alexander in Journal of Eastern Christian Studies, 68 (1-2), p 1-51, 2016
- (en) The Spirit Before the Letter: Theodore Abū Qurra's Use of Biblical Quotations in the Context of Early Christian Arabic Apologetics par Peter Tarras, 2017.
- (cs) Otec arabské křesťanské literatury: Theodor Abú Qurra (755–830) par  Lukáš Nosek in Studia Theologica ; 2020

### Autres éléments bibliographiques
- (ar) C. Bacha, Les Œuvres arabes de Théodore Aboucara, Beyrout, 1904.
- (ar) L. Cheikho, « Mimar li Tadurus Abi Qurrah fi Wugud al-Haliq wa d-Din al-Qawim », al-Machriq, 15 (1912), p. 757-74, 825-842.
- I. Dick, « Deux écrits inédits de Théodore Abuqurra », in Le Muséon, 72 (1959), p. 53-67.
- (en) S. H. Griffith, « Some Unpublished Arabic Sayings Attributed to Theodore Abu Qurrah », in Le Muséon, 92 (1979), p. 29-35.
- Samir Khalil Samir, « Le traité sur les icônes d'Abù Qurrah mentionné par Eutychius », OCP, 58 (1992), p. 461-474.
- Samir Khalil Samir, "Notes sur les citations bibliques chez Abu Qurrah" in : Orientalia Christiana Periodica (1983) vol. 49 1er juin, p. 184-191
- (de) R. Glei et A. T. Khoury, Johannes Damaskenos und Theodor Abu Qurra : Schriften zum Islam, 1995
- (en) Theodore Abu Qurrah (trad. John C. Lamoreaux), the first English translation of nearly the complete corpus of Theodore Abu Qurrah's works, 2006, (accès à la table des matières) et recension en français de cet ouvrage sur Persée
- (en) Wafik Nasry : The calif and the bishop, a 9th century muslim christian debate : Al-Ma'mun and Abu Qurrah ; Université Saint-Joseph, 2008
- (it) La libertà, introduzione, traduzione, note ed indici a cura di Paola Pizzi, testo arabo a cura di p. Samir Khalil sj, Torino 2002 Présentation consultable en ligne
- Loi, foi et raison chez Théodore Abû Qurra par le Prof. Dr. Peter Bruns, in La morale au crible des religions (Studia Arabica XXI), Paris 2013,
- (en) GARDOM, Clare : « Christian Arguments for the True Religion in the First ‘Abbasid Century: The Case of Theodore Abū Qurrah » (inédit)
- (en) AWAD, Najeeb : Orthodoxy in Arabic Terms: A Study of Theodore Abu Qurrah's Theology in Its Islamic Context, 2016
- AUZEPY, Marie-France, "De la Palestine à Constantinople (VIII-IXe siècles): Étienne le Sabaïte et Jean Damascène", in: Travaux et Mémoires du Centre du Recherche d’Histoire et Civilisation de Byzance, vol. 12, 1994, pp. 183-218[74]